# 珍瑪·格林
珍瑪·格林（英語：Jemma Green）出生於澳大利亞的伯斯市。大學畢業於默多克大學的商業金融系，隨後到倫敦的摩根大通銀行就職。在銀行服務期間，當一個公司需要借貸一大筆錢時，她需要說服借貸的公司將發展永續性與負擔其社會責任放進公司經營裡。 2013年她離開銀行回到澳洲繼續她的破壞性創新博士學位。
在彼得紐曼教授的指導下，珍瑪·格林開始研究如何將太陽能跟電池結合的技術，並且將技術應用在市民可利用的工具以及建築上。例如家用的太陽能設備。在這契機下，她成為了電力帳本(Power Ledger)的共同創辦人。電力帳本是一間使用區塊鏈技術實現分散式交易能源以及提供再生能源資金的公司，已經獲得澳洲政府資助的一個將區塊鏈技術整合到分散式能源與水資源的計畫中，做為這個兩年期計畫的交易層。此外，Power Ledger也參與印度訊息科技巨頭馬辛達國際科技有限公司(Tech Mahindra)的微電網服務。
2015年，格林被選為伯斯市的獨立委員。2017年原任的伯斯市長下台後，格林被議會推選為新任市長。